# Traquet isabelle
Oenanthe isabellina
Espèce
Statut de conservation UICN

 LC  : Préoccupation mineure
Le Traquet isabelle (Oenanthe isabellina), également appelé Traquet sauteur, est une espèce d'oiseaux de la famille des Muscicapidae. Cet oiseau ressemble beaucoup à la femelle du Traquet motteux.

## Description

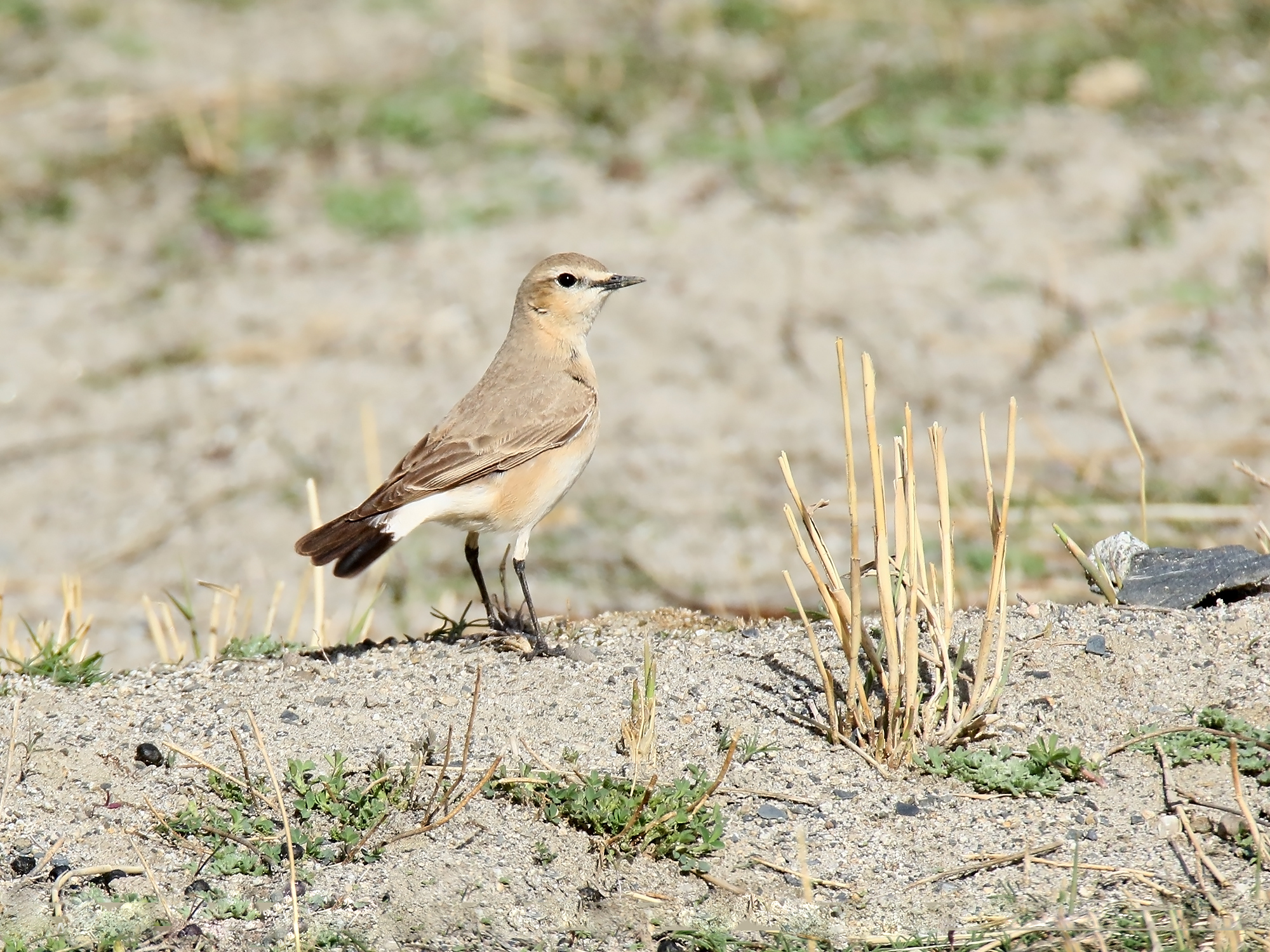

Il n'y a pas de dimorphisme sexuel chez cette espèce.
Brun grisâtre clair dessus, beige crème dessous, cet oiseau présente une queue sombre et un sourcil blanc. D'une longueur de 15 à 16 cm, le Traquet isabelle a une envergure de 27 à 31 cm. Il pèse de 27 à 33 g.

## Comportement

### Migration
Cette espèce niche depuis le sud de la Russie et le centre de l'Eurasie jusqu'au nord du Pakistan. Elle hiverne en Afrique, sur la Péninsule Arabique et au centre de l'Inde.

### Alimentation
Le Traquet isabelle est insectivore ; il consomme entre autres de nombreuses fourmis. Pour se nourrir, il picore au sol.

### Reproduction

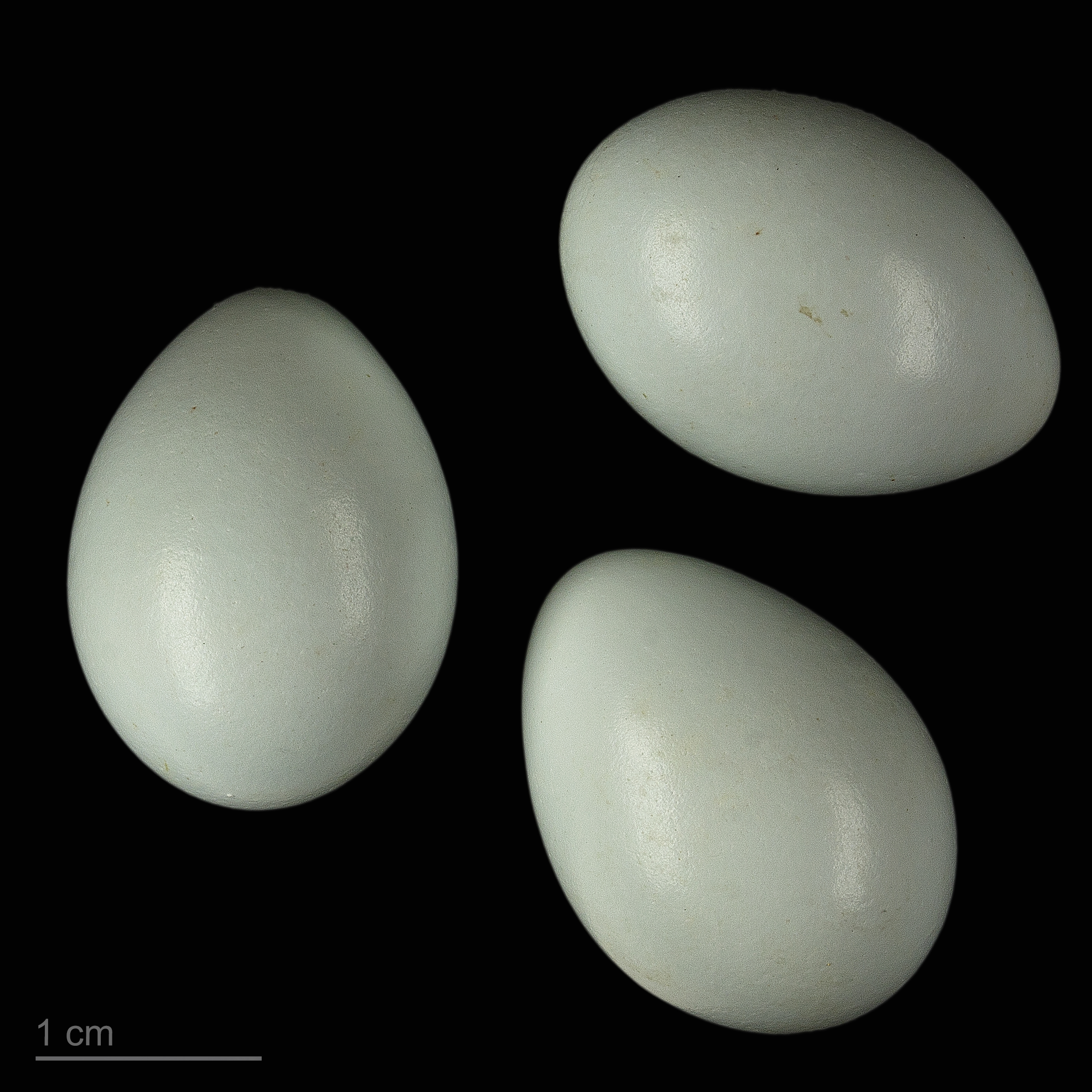
Oeufs de Oenanthe isabellina - Muséum de Toulouse

Le nid est bâti dans un terrier de rongeur abandonné ou dans une crevasse naturelle. La ponte comprend de 5 à 6 œufs de couleur bleue. L'incubation dure environ 12 jours et n'est assurée que par la femelle.

## Répartition et population
Cet oiseau est présent du Nord-est de la Grèce jusqu'au Nord-est de la Chine. Il hiverne en Afrique, en Arabie et dans le Sud de l'Asie. Certains individus erratiques ont été signalés plus à l'Ouest, comme en Grande-Bretagne, en France, en Espagne et même à Madère.
La population européenne est estimée à au moins deux millions de couples pendant la saison de nidification (2,1 à 6,3 millions de couples selon BirdLife International), essentiellement concentrée en Turquie. Le même organisme estime que la population mondiale est 4 fois plus importante (soit au moins 16 millions d'individus).

## Statut et préservation
Cette espèce a été classée dans la catégorie LC (préoccupation mineure) par l'UICN du fait de sa population mondiale jugée importante.
De même, l'AEE a classé cette espèce dans la catégorie « sécurisée ».
Elle est par contre protégée en annexe II de la Convention de Berne (protection de la vie sauvage) depuis 2002, et par le CMS (Convention de Bonn) en annexe II depuis 1994.

## Position systématique
Cette espèce était autrefois placée dans le genre Saxicola.

## Documentation

### Photos et vidéos
- Galerie photo sur African Bird Club
- Galerie photo sur aves.be
- Galerie photo Flickr sur Avibase
- Galerie photo sur Oiseaux.net
- Vidéo IBC: adulte sur un fil (Éthiopie)